# Tigerhielm
Tigerhielm är ett namn som burits av en svensk adelsätt, som numera är utslocknad på både svärds- och spinnssidan men där namnet och släkten fortlever i grenar utan adelskap. Enligt offentlig statistik tillgänglig i januari 2025 var 40 personer med efternamnet Tigerhielm bosatta i Sverige.

## Historik
Släkten Tigerhielm har gemensamt ursprung med en borgerlig släkt med namnet Carlberg, som bland annat omfattar 1700-talsarkitekterna Johan Eberhard, Bengt Wilhelm och Carl Wilhelm Carlberg samt med två adlade ätter med namnet Karlström. Den gemensamme stamfadern Börje Olofsson var i början av 1600-talet handlande och rådman i staden Brätte, Vänersborgs föregångare. En av hans söner, Gustaf Börjesson Karlström (död 1688) anlade flera järnverk och blev 1686 borgmästare i Karlstad. Dennes äldste son Bengt Gustaf Carlström (1639–1679) blev 1655 student vid Uppsala universitet samt 1668 referendarie och 1669 sekreterare  i Kammarkollegium. Han adlades 1672 med namnet Tigerhielm och introducerades samma år på Riddarhuset under nummer 817.
Bengt Gustaf Tigerhielms manliga efterkommande ägnade sig i huvudsak åt den militära banan men var i hög grad även godsägare. En son till Bengt Gustaf, Seved Gustaf Tigerhielm (1672–1726), förvärvade Lindsbro sätesgård i Östervåla socken i Uppsala län. En sonson med samma namn (1712–1790) blev tillägnad en dikt "Till en Granne då han 1732 reste utomlands" av den tonåriga Hedvig Charlotta Nordenflycht (1718–1763), som då bodde i grannsocknen Harbo. Lindsbro förblev i släktens ägo till mitten av 1800-talet. 
Den adliga ätten Tigerhielm utslocknade 1990 på svärdssidan och hade 2015 två levande kvinnliga representanter. 2024 utslocknade ätten på spinnssidan. Därtill bärs namnet alltjämt av ett antal icke-adliga personer.

## Personer med efternamnet Tigerhielm
- Anna Tigerhielm (1832–1906), konstnär